# へっくしゅん/愛し
「へっくしゅん/愛し」（へっくしゅん/かなし）は、RADWIMPSが2005年5月25日にリリースした、インディーズ3枚目、通算3枚目のシングルである。

## 概要
RADWIMPSではインディーズ最後の作品。ラップが使用される「へっくしゅん」と、アルバム『RADWIMPS 2 〜発展途上〜』からリカットされた「愛し（かなし）」の両A面シングル。両曲ともアルバムに収録されていることから、現在は生産されていない。

## ミュージック・ビデオ
へっくしゅん
監督：高畑淳史
ミュージック・ビデオ集『RADWIMPS4.5』に収録されている。
愛し
監督：島田大介
ミュージック・ビデオ集『RADWIMPS4.5』に収録されている。

## 収録内容
| 全作詞・作曲: 野田洋次郎、全編曲: RADWIMPS。 |                  |            |            |      |
| #                                            | タイトル         | 作詞       | 作曲・編曲 | 時間 |
| 1.                                           | 「へっくしゅん」 | 野田洋次郎 | 野田洋次郎 | 3:43 |
| 2.                                           | 「愛し」         | 野田洋次郎 | 野田洋次郎 | 6:31 |
| 合計時間:                                    | 合計時間:        | 10:14      |            |      |